# VfR Wormatia Worms

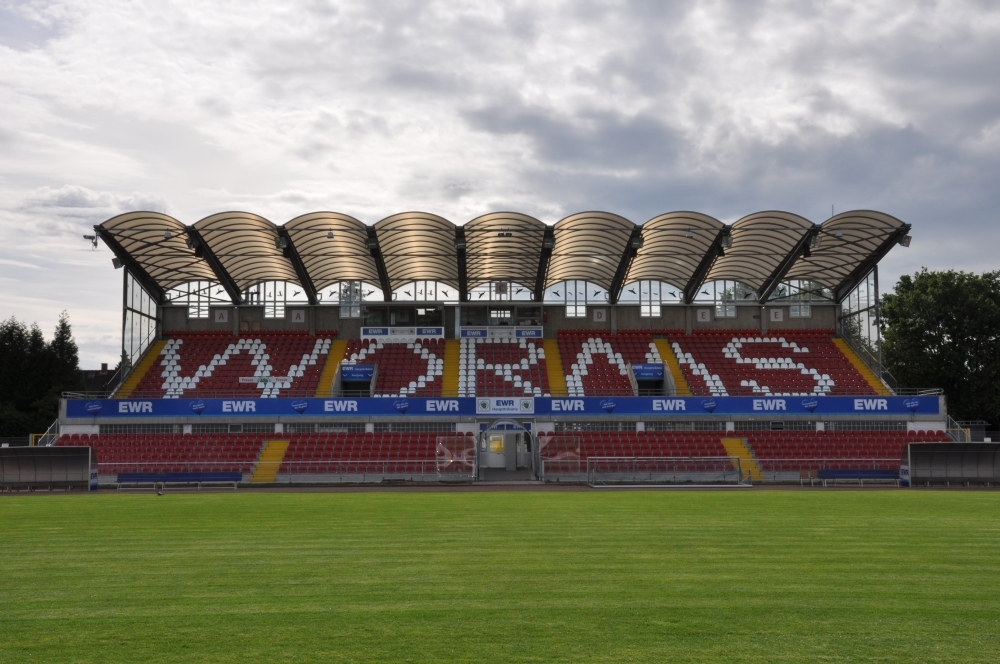
Hoofdtribune van het Wormatiastadion

VfR Wormatia Worms is een Duitse voetbalclub uit Worms, Rijnland-Palts en is een van de traditionele voetbalverenigingen in het zuidwesten van Duitsland. De club uit Worms stond aan de wieg van de 2. Bundesliga. Van 1919 tot 1963 speelde de club met twee jaar onderbreking uitsluitend in de hoogste afdeling.

## Geschiedenis

### Ontstaan en begindagen
Op 23 mei 1908 werd Sportclub Wormatia 08 opgericht. De club wilde zich aansluiten bij de Zuid-Duitse voetbalbond, maar mocht dat aanvankelijk niet omdat er al te veel leden waren. Na twee overwinningen op Revidia Worms, dat wel lid was, werden ze uiteindelijk toch toegelaten op 2 maart 1909. De club ging in de C-klasse spelen en werd meteen kampioen. De volgende jaren eindigde de club in de middenmoot van de B-klasse. Om zich te versterken wilde Wormatia fuseren en ze wilden fuseren met FC Alemannia 05 Worms, maar zij wilden dit niet waarop er gefuseerd werd met FC Teutonia en nam zo de naam FV Wormatia Worms aan. In 1914 werd de club met vijf punten voorsprong op 1. Mainzer FC Hassia 05 kampioen en promoveerde naar de A-klasse. Een verdere groei werd echter gestopt door het uitbreken van de Eerste Wereldoorlog, waarin enkel op lokaal niveau gespeeld werd.
Na de oorlog wilde de club fuseren met TG 1899 Worms maar de turnvereniging wilde dit niet. Wel gingen ze akkoord dat de voetbalafdeling geïntegreerd werd in de grootvereniging en op zelfstandige basis bleef fungeren. De club ging in de nieuwe Paltscompetitie spelen en trad zo voor het eerst aan in de hoogste afdeling. De openingswedstrijd tegen FC Pfalz Ludwigshafen werd thuis met 0:5 verloren, bij de terugwedstrijd in Ludwigshafen werd het 9:0. Door de slechte resultaten kwam er onenigheid bij de turnvereniging en in februari 1920 werd de club terug zelfstandig. Aan het einde van het seizoen eindigde de club voorlaatste en liet enkel FC Arminia Rheingönheim achter zich. Na dit seizoen werd de club overgeheveld naar de Hessense competitie en werd hier zevende op tien clubs. De Zuid-Duitse bond herstructureerde nu de competitie en voerde de Rijnhessen-Saarcompetitie in als nieuwe hoogste klasse. Deze bestond aanvankelijk uit vier reeksen en werd over twee seizoenen teruggebracht naar één reeks. In juli 1921 had de club de naam VfL Wormatia 08 aangenomen. In de competitie werd de club slechts zesde, wat niet volstond om zich te kwalificeren voor het volgende seizoen. Stadsrivaal VfR 08 Worms was laatste geworden, terwijl andere rivaal Alemannia eerste was. Door het succes van Alemannia kwamen Wormatia en VfR 08 in de financiële problemen waardoor ze besloten te fuseren tot VfR Wormatia Worms.
De fusieclub ging van start in de tweede klasse en werd meteen kampioen, echter kon de kampioen dat jaar nog niet promoveren naar de hoogste klasse. Ook het volgende seizoen werd Wormatia kampioen en kon nu via de eindronde promoveren naar de hoogste klasse. Door de degradatie van Alemannia werd de club nu meteen de eerste club van de stad Worms. Met de nieuwe sportieve situatie dacht de club in juli 1924 dat Alemannia nu wel open zou staan voor een fusie. Bij de algemene vergadering van beide clubs sprak drie vierde van Wormatia zich uit voor een fusie, maar bij Alemannia was twee derde tegen waardoor de fusie niet doorging. In 1925 speelde de club een vriendschappelijke wedstrijd tegen landskampioen 1. FC Nürnberg en speelde thuis 1:1 gelijk. Na drie seizoenen in de betere middenmoot werd de Hessense competitie heringevoerd en in 1927/28 werd de club voor het eerst kampioen. Voor het eerst ging de club naar de Zuid-Duitse eindronde en werd daar zesde. Ook de volgende drie seizoenen werd de club kampioen, maar kon in de eindronde nooit een rol van betekenis spelen. In 1931/32 doorbrak 1. FSV Mainz 05 de hegemonie van de club en werd kampioen, maar Wormatia mocht wel nog naar de eindronde, waar ze derde werden in hun groep. Het volgende seizoen moest de club Mainz met één punt voor laten gaan en had vijf punten meer als rivaal Alemannia Worms. In de eindronde werden ze opnieuw derde.

### Gauliga
In 1933 kwam de NSDAP aan de macht in Duitsland. Zij herstructureerden de hele competitie en de Zuid-Duitse bond werd ontbonden. De Gauliga Südwest werd ingevoerd als nieuwe hoogste klasse en als vicekampioen kwalificeerde Worms zich vanzelfsprekend. In het eerste seizoen eindigden ze samen met FK Pirmasens op de tweede plaats. Na nog een vijfde plaats werden ze voor het eerst kampioen in 1935/36. Hierdoor plaatsten ze zich voor de eerste maal voor de eindronde om de landstitel. In een groep met 1. FC Nürnberg, 1. SV Jena en Stuttgarter Kickers werden ze tweede. Het volgende seizoen werd de titel verlengd en in de nationale eindronde speelden ze in een groep met VfB Stuttgart, SV Dessau 05 en SV Kassel 06. Samen met Stuttgart eindigde de club eerste, maar Stuttgart telde één goal meer waardoor zij naar de halve finale mochten. In 1938 fuseerde de club met turnvereniging Jahn, die in 1935 oude rivaal Alemannia al in zijn rangen opgenomen had. In deze tijd werden in heel Duitsland grotere sportclubs opgericht op verzoek van hogerhand. Op 7 januari 1939 fuseerde club verder met Reichsbahn TSV Worms, een club die in 1935 opgericht werd. Als Reichsbahn TuSV Wormatia Worms werd de club een jaar later opnieuw kampioen. In de groepsfase op de eindronde werden ze slechts derde. Vanaf 1941 ging de club in de Gauliga Hessen-Nassau spelen en degradeerde daar in 1942/43. De fusie met Reichsbahn werd ongedaan gemaakt en de club nam terug de naam VfR Wormatia aan. Het volgende seizoen werd de club kampioen met het maximum van de punten, maar door het nakende einde van de Tweede Wereldoorlog werd er in 1944/45 geen competitie gespeeld in de Gauliga Hessen-Nassau.

### Naoorlogse periode
De oorlog werd de Oberliga Saarpfalz opgericht als nieuwe hoogste klasse, die vanaf 1947 opging in de Oberliga Südwest. In 1948/49 werden ze tweede achter 1. FC Kaiserslautern en plaatsten zich voor de nationale eindronde, waar ze meteen verloren van Kickers Offenbach. De volgende twee seizoenen werd Wormatia opnieuw vicekampioen maar plaatste zich nu niet voor de eindronde. Na twee vierde plaatsen eindigde de club voor het eerst buiten de top tien in 1953/54. Het volgende seizoen werden ze terug vicekampioen achter Kaiserslautern. Dit jaar mocht de vicekampioen, in tegenstelling tot voorgaande jaren, wel weer deelnemen aan de eindronde. Worms verloor van TuS Bremerhaven 93, maar maakte toch nog kans op de groepsfase in een beslissende wedstrijd tegen SSV Reutlingen, die ze wonnen. In groepsfase werden ze laatste. Dit bleek het laatste grote wapenfeit van de club te zijn. De volgende jaren gleed de club naar de middenmoot. In 1962/63 werd het laatste seizoen van de Oberliga gespeeld. Hierna werd de Bundesliga ingevoerd als nieuwe hoogste klasse. Uit de Oberliga Südwest mochten slechts twee teams deelnemen. Ondanks een gedeelde tweede plaats met Borussia VfB Neunkirchen en FK Pirmasens was het 1. FC Saarbrücken, dat vijfde geworden was, die in de Bundesliga opgenomen werd.
Worms ging nu in de Regionalliga spelen, die in vijf reeksen opgedeeld was. Na een derde plaats werd de club in 1965 vicekampioen en nam deel aan de eindronde om promotie, maar slaagde hier niet in. Na nog een vijfde plaats gleed de club weer naar de middenmoot. In 1967 was Wormatia het eerste Duitse team dat met reclame op de shirts liep, voor het bedrijf Caterpillar. Onder druk van de DFB werd de reclame echter weer van de shirts gehaald.
In 1974 werd de 2. Bundesliga ingevoerd als nieuwe tweede klasse, die uit twee reeksen bestond. Als zesde van de Regionalliga kwalificeerde Worms zich. De club werd voorlaatste en degradeerde na één seizoen. In de 1. Amateurliga Südwest werden ze meteen kampioen, maar in de eindronde om promotie was SV Eintracht Trier 05 hen voor. Het volgende seizoen eindigde de club samen met Hassia Bingen eerste. Hassia had een beter doelsaldo, maar de titel werd beslecht in een testwedstrijd in Mainz. Het bleef 0:0 na verlengingen, waardoor er een replay kwam die Worms wel met 1:0 kon winnen. In de eindronde om promotie eindigde Worms samen met Borussia Neunkirchen eerste, maar hier telde het doelsaldo wel waardoor Worms promoveerde. Bij de terugkeer in de 2. Bundesliga werden ze negende.
In 1978/79 bereikte de club in de DFB-Pokal de tweede ronde tegen Bundesligaclub Hertha BSC. Voor 10.000 toeschouwers hield de club Hertha thuis in bedwang, bij de terugmatch in het Berlijnse Olympiastadion verloor de club echter. In de competitie werd dat jaar de derde plaats bereikt. De volgende jaren belandde Wormatia terug in de middenmoot. In 1981 kwalificeerde de club zich wel nog voor de nieuwe 2. Bundesliga, die nog maar uit één reeks bestond, maar degradeerde het seizoen erna meteen naar de Oberliga Südwest. In 1986 werd de club kampioen maar kreeg geen licentie om te promoveren. De club bleef nog in de subtop, maar begin jaren negentig ging het bergaf tot in 1993 een degradatie volgde naar de Verbandsliga. Toen een jaar later de Regionalliga werd ingevoerd als derde klasse was de Verbandsliga nog maar de vijfde afdeling, een waar dieptepunt. Na vijf seizoenen promoveerde Worms terug naar de Oberliga. Na een paar middelmatige seizoenen nestelde de club zich in de subtop. Door de invoering van de 3. Liga in 2008 werd de Oberliga nog maar de vijfde klasse, maar de Regionalliga werd wel met één reeks uitgebreid waardoor Worms promoveerde. Na drie middelmatige plaatsen werd de club in 2012 vierde. In 2014 eindigde de club op een degradatieplaats, maar door het faillissement van SSV Ulm 1846 en de terugtrekking van het tweede elftal van Eintracht Frankfurt konden ze in de Regionalliga blijven. In 2019 degradeerde de club naar de Oberliga Rheinland-Pfalz/Saar.

## Erelijst
Kampioen Hessen
1928, 1929, 1930, 1931
Bekerwinnaar Hessen
1920/21, 1923/24
Gauliga Südwest
1936, 1937, 1939
Bekerwinnaar Zuidwest-Duitsland
1937, 1988, 1992, 2007
2. Bundesliga
1974/75, 1977-1982
DFB-Pokal
halve finale: 1936 en 1953
Kampioen Verbandsliga Südwest
1998
SV Auersmacher ·
FV 07 Diefflen ·
FV Dudenhofen ·
Sportfreunde Eisbachtal ·
FV Engers 07 ·
FV Eppelborn ·
TSV Gau-Odernheim ·
SV Gonsenheim ·
SC 07 Idar-Oberstein ·
Kaiserslautern II ·
FC Karbach ·
FC Cosmos Koblenz ·
Rot-Weiß Koblenz ·
TuS Koblenz ·
FC Arminia 03 Ludwigshafen ·
FK Pirmasens ·
FC Hertha Wiesbach ·
VfR Wormatia Worms